# Lista de prefeitos de Cotia
Esta é a lista de prefeitos e vice-prefeitos do município de Cotia, estado brasileiro de São Paulo.
| Nº | Nome                                           | Partido   | Vice-prefeito                                  | Início do mandato       | Fim do mandato         | Observações                                                                         |
| 1  | João de Albuquerque                            | PRP       | —                                              | 18 de outubro de 1889   | 10 de janeiro de 1900  | Intendente eleito pela Câmara de Vereadores                                         |
| 2  | João Batista de Araújo Novaes                  | PRP       | —                                              | 11 de janeiro de 1900   | 6 de janeiro de 1901   | Intendente eleito pela Câmara de Vereadores                                         |
| 3  | Joaquim de Morais Pinto                        | PRP       | —                                              | 7 de janeiro de 1901    | 6 de janeiro de 1902   | Intendente eleito pela Câmara de Vereadores                                         |
| 4  | Antônio Augusto Barreto                        | PRP       | —                                              | 7 de janeiro de 1902    | 6 de janeiro de 1903   | Intendente eleito pela Câmara de Vereadores                                         |
| 5  | Manuel Justo                                   | PRP       | —                                              | 7 de janeiro de 1903    | 6 de janeiro de 1904   | Intendente eleito pela Câmara de Vereadores                                         |
| 6  | José Joaquim Pedroso Júnior                    | PRP       | —                                              | 7 de janeiro de 1904    | 6 de janeiro de 1905   | Intendente eleito pela Câmara de Vereadores                                         |
| —  | Joaquim da Luz Júnior                          | PRP       | —                                              | 7 de janeiro de 1905    | 14 de abril de 1905    | Intendente nomeado de forma interina                                                |
| 7  | Joaquim Barreto                                | PRP       | —                                              | 15 de abril de 1905     | 14 de janeiro de 1908  | Intendente eleito pela Câmara de Vereadores                                         |
| 8  | Antônio Augusto Barreto                        | PRP       | —                                              | 15 de janeiro de 1908   | 14 de janeiro de 1911  | Prefeito eleito em sufrágio universal                                               |
| 9  | Benjamim Vieira de Oliveira                    | PRP       | —                                              | 15 de janeiro de 1911   | 15 de abril de 1913    | Prefeito eleito em sufrágio universal, faleceu no cargo                             |
| —  | Andrey de Mattos Fernandes                     | PRP       | —                                              | 16 de abril de 1913     | 14 de janeiro de 1914  | Presidente da Câmara no cargo de titular interinamente                              |
| 10 | Augusto Coelho de Castro                       | PSC       | —                                              | 15 de janeiro de 1914   | 14 de setembro de 1916 | Prefeito eleito em sufrágio universal                                               |
| —  | Joaquim Horácio Pedroso                        | PRP       | —                                              | 15 de setembro de 1916  | 29 de dezembro de 1916 | Presidente da Câmara no cargo de titular interinamente                              |
| 11 | Augusto Coelho de Castro                       | PSC       | —                                              | 30 de dezembro de 1919  | 14 de janeiro de 1917  | Prefeito eleito em sufrágio universal                                               |
| 12 | Amador Antônio dos Passos                      | PDP       | —                                              | 15 de janeiro de 1917   | 19 de maio de 1919     | Prefeito eleito em sufrágio universal                                               |
| 13 | Benedito de Almeida Oliveira                   | PRP       | —                                              | 20 de maio de 1919      | 31 de março de 1926    | Prefeito eleito em sufrágio universal, faleceu no cargo                             |
| —  | Eleotério Marçal dos Santos                    | PRP       | —                                              | 1° de abril de 1926     | 14 de janeiro de 1927  | Prefeito nomeado de forma interina                                                  |
| 14 | Amador Antônio dos Passos                      | PDP       | —                                              | 15 de janeiro de 1927   | 9 de novembro de 1930  | Prefeito eleito em sufrágio universal                                               |
| 15 | Antônio Augusto Barreto                        | PRP       | —                                              | 10 de novembro de 1930  | 10 de janeiro de 1931  | Prefeito nomeado de forma interina                                                  |
| 16 | Joaquim Justo Novaes                           | PRP       | —                                              | 11 de janeiro de 1931   | 7 de março de 1932     | Prefeito eleito em sufrágio universal                                               |
| 17 | José de Araújo Novaes                          | UCR       | —                                              | 8 de março de 1932      | 10 de julho de 1932    | Prefeito nomeado pelo Governador Pedro de Toledo                                    |
| 18 | Emílio Guerra                                  | PP        | —                                              | 11 de julho de 1932     | 2 de outubro de 1932   | Prefeito nomeado pelo Governador Pedro de Toledo                                    |
| 19 | Benedito André Morais                          | UCR       | —                                              | 3 de outubro de 1932    | 31 de dezembro de 1932 | Prefeito nomeado pelo Governador Herculano de Carvalho                              |
| 20 | Osvaldo Monteiro da Silva                      | PRP       | —                                              | 1º de janeiro de 1933   | 21 de março de 1933    | Prefeito nomeado pelo Governador Valdomiro Lima                                     |
| 21 | Octaviano César                                | PRP       | —                                              | 22 de março de 1933     | 20 de agosto de 1933   | Prefeito nomeado pelo Governador Valdomiro Lima                                     |
| 22 | Delval Ferreira da Rosa Aquino                 | PLP       | —                                              | 21 de agosto de 1933    | 11 de abril de 1935    | Prefeito nomeado pelo Governador Armando Salles                                     |
| 23 | Joaquim de Morais Victor                       | PCP       | —                                              | 12 de abril de 1935     | 5 de janeiro de 1937   | Prefeito nomeado pelo Governador Armando Salles                                     |
| 24 | João Machado Filho                             | PCP       | —                                              | 6 de janeiro de 1937    | 11 de novembro de 1937 | Prefeito nomeado pelo Governador José Cardoso de Mello                              |
| 25 | Joaquim Justo Nunes                            | UDB       | —                                              | 12 de novembro de 1937  | 27 de abril de 1938    | Prefeito nomeado pelo Governador José Cardoso de Mello                              |
| 26 | Rubens José Pedroso                            | PL        | —                                              | 28 de abril de 1938     | 4 de junho de 1941     | Prefeito nomeado pelo Governador Adhemar de Barros                                  |
| 27 | Amador Antônio dos Passos                      | PRD       | —                                              | 5 de junho de 1941      | 20 de outubro de 1943  | Prefeito nomeado pelo Governador Fernando Sousa                                     |
| 28 | Benedito Pinheiro Macatti                      | PSD       | —                                              | 21 de outubro de 1943   | 7 de novembro de 1945  | Prefeito nomeado pelo Governador Fernando Sousa                                     |
| 29 | Joaquim Horácio Pedroso                        | PDC       | —                                              | 8 de novembro de 1945   | 14 de março de 1947    | Prefeito nomeado pelo Governador Macedo Soares                                      |
| 30 | José Martins Barros                            | PSP       | —                                              | 15 de março de 1947     | 3 de janeiro de 1948   | Prefeito nomeado pelo Governador Adhemar de Barros                                  |
| 31 | Emílio Guerra                                  | PTB       | José Chaluppe                                  | 4 de janeiro de 1948    | 30 de janeiro de 1951  | Prefeito e vice eleitos em sufrágio universal                                       |
| 32 | Waldemar Albano                                | PSP       | José Chaluppe (PTB)                            | 31 de janeiro de 1951   | 30 de janeiro de 1956  | Prefeito e vice eleitos em sufrágio universal                                       |
| 33 | Carmelino Pires de Oliveira                    | PTB       |                                                | 31 de janeiro de 1956   | 30 de janeiro de 1960  | Prefeito e vice eleitos em sufrágio universal                                       |
| 34 | Emílio Guerra                                  | PTB       | Ivo Mário Isaac Pires                          | 31 de janeiro de 1960   | 30 de janeiro de 1964  | Prefeito e vice eleitos em sufrágio universal                                       |
| 35 | Ivo Mário Isaac Pires                          | PDC       | Kenji Kira                                     | 31 de janeiro de 1964   | 31 de janeiro de 1969  | Prefeito e vice eleitos em sufrágio universal                                       |
| 36 | Kenji Kira                                     | ARENA     | Waldemar Albano                                | 1º de fevereiro de 1969 | 31 de janeiro de 1972  | Prefeito e vice eleitos em sufrágio universal cujo titular fora destituído do cargo |
| —  | Waldemar Albano                                | ARENA     | —                                              | 1º de fevereiro de 1972 | 30 de janeiro de 1973  | Vice-prefeito eleito no cargo de titular                                            |
| 37 | Ivo Mário Isaac Pires                          | ARENA     | Fernando Pires                                 | 31 de janeiro de 1973   | 31 de janeiro de 1977  | Prefeito e vice eleitos em sufrágio universal                                       |
| 38 | Carmelino Pires de Oliveira                    | ARENA/PDS | Elias Alves da Costa                           | 1º de fevereiro de 1977 | 31 de janeiro de 1983  | Prefeito e vice eleitos em sufrágio universal                                       |
| 39 | Ivo Mário Isaac Pires                          | PMDB      | Benedito Carlos Pedroso                        | 1º de fevereiro de 1983 | 31 de dezembro de 1988 | Prefeito e vice eleitos em sufrágio universal                                       |
| 40 | Mário Ribeiro                                  | PFL       | Antônio Mansur                                 | 1º de janeiro de 1989   | 31 de dezembro de 1992 | Prefeito e vice eleitos em sufrágio universal                                       |
| 41 | Ailton Ferreira                                | PSB       | Antônio Mansur                                 | 1º de janeiro de 1993   | 31 de dezembro de 1996 | Prefeito e vice eleitos em sufrágio universal                                       |
| 42 | Mário Ribeiro                                  | PFL       | Carlos Camargo (PFL)                           | 1º de janeiro de 1997   | 3 de outubro de 2000   | Prefeito e vice eleitos em sufrágio universal cujo titular renunciou ao mandato     |
| —  | Antônio Carlos Camargo, Carlão Camargo         | PSDB      | —                                              | 3 de outubro de 2000    | 31 de dezembro de 2000 | Vice-prefeito eleito no cargo de titular                                            |
| 43 | Joaquim Pedroso, Quinzinho Pedroso             | PSDB      | Lúcia Gomes Torrezani (PSDC)/(PL)              | 1º de janeiro de 2001   | 31 de dezembro de 2004 | Prefeito e vice eleitos em sufrágio universal                                       |
| 43 | Joaquim Pedroso, Quinzinho Pedroso             | PSDB      | Lúcia Gomes Torrezani (PSDC)/(PL)              | 1º de janeiro de 2005   | 31 de dezembro de 2008 | Prefeito e vice reeleitos em sufrágio universal                                     |
| 44 | Antônio Carlos Camargo, Carlão Camargo         | PSDB      | Moisés Cabrera Corvelo, Moisezinho (PHS)/(PSD) | 1º de janeiro de 2009   | 31 de dezembro de 2012 | Prefeito e vice eleitos em sufrágio universal                                       |
| 44 | Antônio Carlos Camargo, Carlão Camargo         | PSDB      | Moisés Cabrera Corvelo, Moisezinho (PHS)/(PSD) | 1º de janeiro de 2013   | 31 de dezembro de 2016 | Prefeito e vice reeleitos em sufrágio universal                                     |
| 45 | Rogério Cardoso Franco                         | PSD       | Almir Rodrigues da Rocha (PSDB)                | 1º de janeiro de 2017   | 31 de dezembro de 2020 | Prefeito e vice eleitos em sufrágio universal                                       |
| 45 | Rogério Cardoso Franco                         | PSD       | Ângela Maluf (PV)                              | 1º de janeiro de 2021   | 31 de dezembro de 2024 | Prefeito e vice reeleitos em sufrágio universal                                     |
| 46 | Welington Aparecido Alfredo, Welington Formiga | PDT       | Paulinho Lenha (PDT)                           | 1° de janeiro de 2025   | Atualmente             | Prefeito e vice eleitos em sufrágio universal                                       |